# Enteropeptydaza

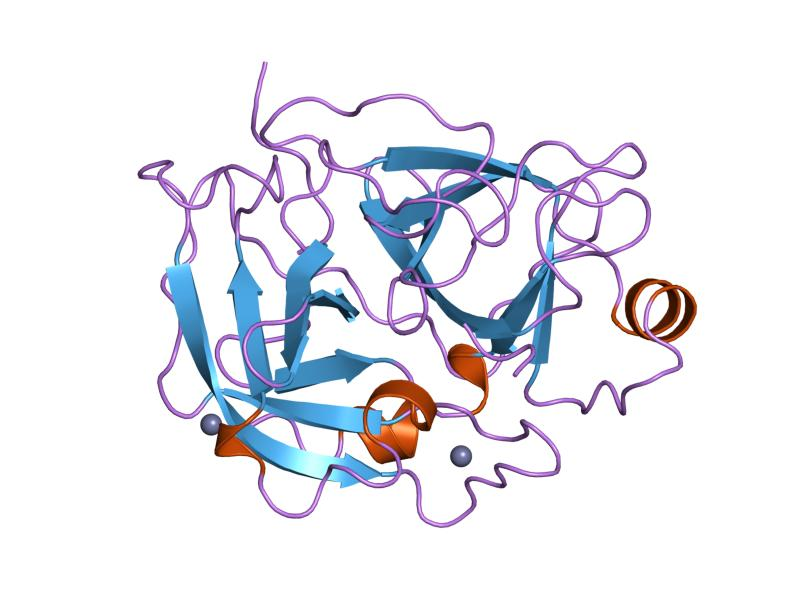
Reprezentacja struktury molekularnej enteropeptydazy.

Enteropeptydaza (enterokinaza) – enzym produkowany przez enterocyty początkowego odcinka jelita cienkiego. Jest katalizatorem reakcji zamiany trypsynogenu w trypsynę, czyli w aktywną postać tego enzymu. Enzym należy do klasy endopeptydaz i odcina sześć reszt aminokwasowych.